# 马克-霍温克方程
马克-霍温克方程（Mark-Houwink Equation也称为Mark-Houwink-Sakurada Equation）给出了聚合物溶液的特性黏度{\displaystyle [\eta ]}和聚合物的分子量{\displaystyle M}之间的关系:
{\displaystyle [\eta ]=KM^{a}}
其中K和a被称为马克-霍温克参数，与聚合物种类，溶剂种类和温度有关。对于给定温度下的某种聚合物溶液，在一定分子量范围内，K和a是与分子量无关的常数。

## 历史
自从聚合物科学创始，研究者就试图找出聚合物溶液的特性黏度和聚合物分子量的关系。德国化学家，聚合物科学的开创者赫尔曼·施陶丁格提出了施陶丁格方程（Staudinger Equation）来描述两者间的关系：
{\displaystyle [\eta ]=KM}
随着实验数据的增加，施陶丁格方程已不再适用。1940年施陶丁格发表了一些聚合物溶液的黏度数据和该聚合物用渗透压法测得的分子量。赫尔曼·弗朗西斯·马克、若洛夫·霍温克（Roelof Howink）和樱田一郎（Ichiro Sakurada）分别提出了类似今日形式的方程，后通称为马克-霍温克方程。

## 计算分子量上的应用

### 黏度法
- 对于常见的聚合物-溶剂体系，K和a值可从手册中查到，只需将分子量未知的聚合物样品溶于同样溶剂配成一系列浓度不同的溶液，通过黏度计测出溶液的黏度，可求出其特性黏度。将特性黏度值和查到的K与a值代入马克-霍温克方程，即可求出该样品的分子量。
- 对于不知道K和a值的聚合物溶液，则需先制备若干分子量均一的聚合物样品，用其他测量分子量的绝对方法如光散射法、渗透压法和飞行时间质谱法测量分子量M，用黏度计测量并计算出每个样品在同一溶剂中的特性黏度{\displaystyle [\eta ]}。根据马克-霍温克方程

{\displaystyle [\eta ]=KM^{a}}
两边取对数得到 
{\displaystyle lg[\eta ]=lgK+algM}
以各个样品的特性黏度的对数{\displaystyle lg[\eta ]}对分子量的对数lgM作图，应得到一条直线，其斜率是a，在Y轴上的截距即为lgK。这样，此聚合物溶液体系的K和a就成为已知量，将分子量未知样品的特性黏度代入即可求出分子量。
- 对于多分散的试样，求出的值是分子量的统计平均值，称为黏均分子量。

### 体积排除色谱法

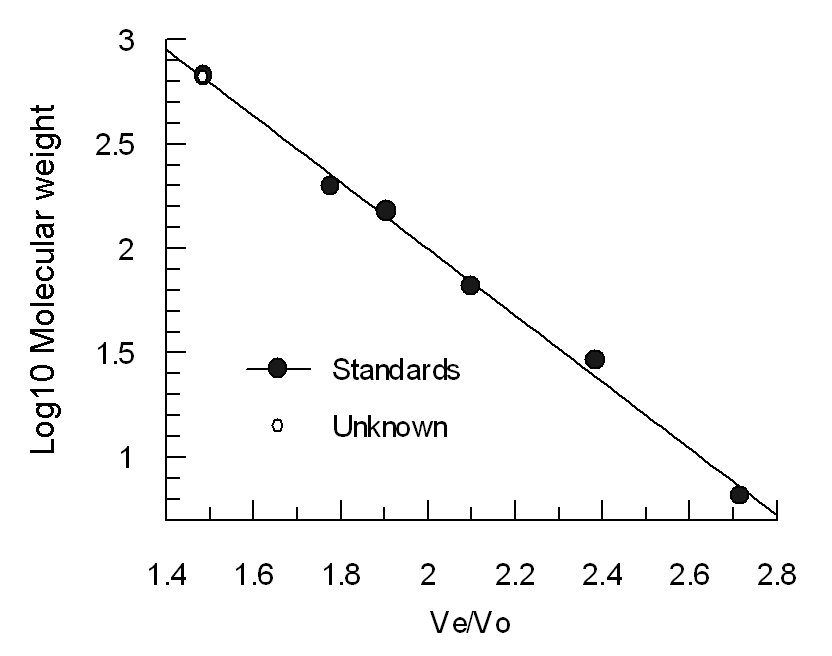
一幅SEC普适校正曲线，黑点表示标样，白色的点表示未知样品

- 在体积排除色谱（SEC）和凝胶渗透色谱（GPC）的测量中，对同样一根色谱柱，试样的淋出体积{\displaystyle Ve}[6]与聚合物在溶液中的分子尺寸有线性关系，而聚合物的分子尺寸可以用特性黏度和分子量乘积{\displaystyle [\eta ]M}来表示。
- 一般先用一组分子量不同的单分散性聚合物作为标样（常见的是阴离子聚合的聚苯乙烯），测出其淋出体积{\displaystyle Ve}和{\displaystyle [\eta ]M}，作出该单分散聚合物的{\displaystyle [\eta ]M}-淋出体积标定曲线，称为普适校正曲线。
- 对于未知分子量的聚合物样品，或用其自身的单分散性聚合物作出其自身的校正曲线，或测出淋出体积{\displaystyle Ve_{1}}后，从普适标定曲线找到对应的{\displaystyle [\eta ]M_{1}}值，即

{\displaystyle Ve_{1}=Ve_{2}}
{\displaystyle [\eta ]_{1}M_{1}=[\eta ]_{2}M_{2}}
- 根据马克-霍温克方程：{\displaystyle [\eta ]=KM^{a}}，可得

{\displaystyle [\eta ]M=KM^{a+1}}
{\displaystyle M=[{\tfrac {[\eta ]M}{K}}]^{\tfrac {1}{a+1}}}
根据未知样品的K和a值，就可以算出它的分子量。

## 常见聚合物溶液的K与a，与聚合物构象的关系
参数a与聚合物在溶剂中所呈的构象有关，
- 聚合物在θ溶剂中，类似理想溶液，其典型例子为室温下的苯乙烯的苯溶液，此时{\displaystyle a=0.5}，与弗洛里-佛克斯方程（Flory-Fox Equation）预测的结果类似，
- 聚合物在溶剂中呈现无规线团构象时，{\displaystyle 0.5\leq a\leq 0.8}，聚合物线团越为伸展，a越接近0.8
- 聚合物呈刚性线团状时，{\displaystyle 1\leq a}

以下是常见聚合物溶液的K与a
| 聚合物       | 溶剂   | 温度 | 1000×K | a     |
| ------------ | ------ | ---- | ------ | ----- |
| 顺式聚丁二烯 | 苯     | 30   | 33.7   | 0.715 |
| 聚苯乙烯     | 苯     | 25   | 7.5    | 0.75  |
| 聚苯乙烯     | 环己烷 | 34.5 | 84.6   | 0.50  |
| 聚乙烯       | 二甲苯 | 81   | 1.05   | 0.63  |
| 聚丙烯       | 二甲苯 | 85   | 0.96   | 0.63  |
| 三硝基纤维素 | 丙酮   | 25   | 6.93   | 0.91  |
| 三醋酸纤维素 | 丙酮   | 20   | 2.38   | 1.0   |